# 布蘭登·克勞佛
布蘭登·麥可·克勞佛（英語：Brandon Michael Crawford，1987年1月21日—），為前美國職棒大聯盟的游擊手，他生涯曾效力於巨人與紅雀兩隊。他在2008年美國職棒大聯盟選秀上第4輪被巨人選走，並於2011年登上大聯盟。他也是大聯盟史上第6位在初登板就擊出滿貫砲的選手。

## 職業生涯

### 舊金山巨人

#### 2011年
2011年，克勞佛受邀春訓。不過他卻在春訓最後一週，因為手指受傷而回到短期1A休養。5月26日，因為巴斯特·波西、Mike Fontenot和Darren Ford都在傷兵名單內，克勞佛因此被叫上大聯盟。
5月27日，克勞佛登上大聯盟。他在初登板的第3個打席擊出大聯盟首安，而且是一支滿貫砲。他是巨人隊史第三位生涯首安即滿貫砲的選手，而他也是大聯盟史上第6位初登板就擊出滿貫砲的選手。7月31日，因為巨人隊交易來了奧蘭多·卡布雷拉，因此克勞佛被下放小聯盟。後來他在9月擴編名單中再回到大聯盟。

#### 2012年
這一年克勞佛成為了球隊開幕戰的先發游擊手。該年他出賽143場比賽，打擊率2成48，4轟45分打點。7月20日，克勞佛擊出個人第2支滿貫砲。這一年巨人也順利闖進世界大賽，而克勞佛在世界大賽的守備也很出色，最後球隊4比0橫掃老虎。他也在該年拿下威爾森年度防守獎。

#### 2013年
該年克勞佛還是擔任球隊主要的游擊手，而Joaquín Arias則是替補。他在4月繳出打擊率2成72，5轟14分打點的成績。該年他出賽149場比賽，打擊率2成48，9轟43分打點。

#### 2014年
這一年他出賽153場比賽，打擊率2成46，10轟69分打點。他在4月13日擊出延長賽的再見全壘打。他在這一年的季後賽打下9分打點為全隊最高。他在外卡賽面對艾汀森·沃奎茲擊出滿貫砲，他也成為史上第一位在延長賽擊出滿貫砲的選手。他在世界大賽的打擊率高達3成04，最後球隊4勝3敗拿下世界大賽冠軍。

#### 2015年
1月17日，他與巨人隊簽下1年317.5萬美元的合約。5月16日，他擊出他在例行賽的第3發滿貫砲。並達成個人新高的單場6分打點。7月1日，他擊出單季第11轟，打破個人單季全壘打紀錄。7月6日，克勞佛首次入選明星賽。8月14日，他擊出生涯第100支二壘安打。9月24日，他擊出單季第20轟，成為隊史第4位擊出單季至少20轟的游擊手。
該年他的打擊率為2成56，21轟84分打點。克勞佛也成為繼1905年的BIll Dahlen後，隊史第一位拿下隊上全壘打王的游擊手。該年他贏得金手套獎和銀棒獎，隊史前一位同時拿下這兩座獎項的球員已經是1997年的貝瑞·邦茲了。

#### 2016年
2015年球季結束後，克勞佛與巨人隊簽下6年7,500萬美元的合約，這份合約預計走到2021年結束。而這項合約還包含不可交易條款。
4月8日，克勞佛在延長10局下擊出再見全壘打。他們整場比賽僅僅擊出2支安打，但是他們還是贏得了這場比賽。8月8日，巨人與馬林魚鏖戰14局，而克勞佛在這場比賽擊出7支安打。他成為繼1975年的Rennie Stennett後，第一位單場擊出7支安打的球員。
該年他出賽155場比賽，打擊率2成75為生涯新高。他和隊友哈維爾·洛佩茲一同拿下威利·麥克獎。而他也連續第2年拿下金手套獎。

#### 2017年
4月29日，克勞佛因為右腹股溝受傷而進入傷兵名單。該年他的打擊率為2成53，14轟77分打點。而他也在球季結束後拿下金手套獎，他也成為2007-2009年的吉米·羅林斯後第一位連3年拿下金手套獎的游擊手。

#### 2018年
6月27日，他面對洛磯隊擊出再見全壘打。他在上半季的打擊率為3成，10轟39分打點，也讓他第二度入選明星賽。不過他到了下半季打擊手感不佳，打擊率僅1成93。最後他整年的打擊率為2成54，14轟54分打點。而他也是大聯盟跑最慢的游擊手，他平均一秒跑約7.9公尺。
這一年克勞佛拿下了球隊的最佳拚戰獎。不過他在爭奪金手套獎失利，最後由響尾蛇的Nick Ahmed拿下金手套獎。

#### 2019年
7月15日，克勞佛單場擊出5支安打，打回8分打點。最終球隊以19比2大勝洛磯隊。單場5安8分打點也讓他成為大聯盟史上第一位達成此成就的游擊手。
該年他的打擊率為2成28，11轟59分打點。

#### 2020年
此年是受COVID-19疫情影響的縮水賽季，克勞佛的賽季三圍是2成56打擊率、3成26上壘率，以及生涯新高的4成65長打率，另有8支全壘打，23分打點。此外他的跑速（每秒25.7英呎，或7.83公尺）繼續在大聯盟所有游擊手當中墊底。

### 聖路易紅雀
2024年2月27日，克勞佛以1年2百萬美元價碼加盟紅雀。他一共出賽28場，期間三圍是1成69打擊率、2成63上壘率、2成82長打率，打出1支全壘打，打點共4分。8月20日，紅雀隊將他釋出。

## 個人生活
2011年11月，克勞佛在夏威夷結婚，並育有兩子兩女。而克勞佛的妹妹Amy，和大聯盟選手格里特·柯爾是夫妻。

## 外部連結
- 球員資訊和成績在MLB ，ESPN ，Retrosheet ，Baseball Reference ，Baseball Reference (Minors) ，Fangraphs ，The Baseball Cube （英文）